# Jon Thum
Jon Thum é um especialista em efeitos visuais estadunidense. Venceu o Oscar de melhores efeitos visuais na edição de 2000 por Matrix, ao lado de John Gaeta, Janek Sirrs e Steve Courtley.